# Philanglaus
Philanglaus is een geslacht van vlinders uit de familie van de Houtboorders (Cossidae). De wetenschappelijke naam en de beschrijving van dit geslacht zijn voor het eerst gepubliceerd in 1882 door Arthur Gardiner Butler.
De soorten van dit geslacht komen voor in Zuid-Amerika.

## Soorten
- Philanglaus ornatus Butler, 1882
- Philanglaus xylodopoecila (Zukowsky, 1954)